# Linum neomexicanum
Linum neomexicanum là một loài thực vật có hoa trong họ Linaceae. Loài này được Greene mô tả khoa học đầu tiên năm 1881.